# Megistostylus aduncus
Megistostylus aduncus är en tvåvingeart som först beskrevs av Van Duzee 1933.  Megistostylus aduncus ingår i släktet Megistostylus och familjen styltflugor.
Artens utbredningsområde är Guatemala. Inga underarter finns listade i Catalogue of Life.